# The One (DVD)
The One je posebno izdanje od američkog glazbenika Michaela Jacksona, kojeg televizijska kuća CBS emitira u siječnju 2004. godine.
Video pet mjeseci nakon što je objavljen dobiva zlatnu nakladu s prodanih 50.000 primjeraka u Sjedinjenim Državama. RIAA (Recording Industry Association of America), prepoznaje DVD kao službenu produkciju Michaela Jacksona.

## Naklada
| Zemlja     | Naklada | Prodaja |
| ---------- | ------- | ------- |
| Australija | Zlatna  | 7.500   |
| Španjolska | Zlatna  | 10.000  |
| SAD        | Zlatna  | 50.000  |